# Закон Джерси
Закон   Джерси (англ. Jersey Act) был введён в Британии в 1913 году, чтобы предотвратить регистрацию большинства американских  лошадей в британской General Stud Book. Она имела свои корни в стремлении британцев остановить приток американских  скаковых лошадей, возможно, нечистых кровей в начале XX века. Многие американские  лошади были экспортированы в Европу, чтобы участвовать в скачках и иных соревнованиях (не всегда законного характера), тогда как  ряд американских штатов запретили игорный бизнес и азартные игры. Потеря племенных записей во время американской Гражданской войны и позднее заставила многих в британском гоночном учреждении сомневаться, что разводимые в США лошади имели чистокровную родословную.
В 1913 году члены Жокей-клуба и  Общества Госплемкниги  приняли постановление, запрещающее регистрацию лошадей в книге, если не все их предки имели соответствующую регистрацию. Несмотря на протесты со стороны американских селекционеров (во главе с председателем Жокей-клуба США Уильямом Вудвардом-старшим), регулирование   оставалось  в силе до 1949 года. Среди факторов, влияющих на ее послабление, стали  беговые успехи непринятых лошадей в Европе и ущерб, причиненный британским и ирландским селекционерам  недоступностью французских  лошадей во время и после Второй Мировой войны. Кроме того, к 1949 году, возможно, нечистые предки американских родословных уже не имели значительного  влияния на новые поколения.
В 1969 году были приняты многочисленные правки, фактически сведшие на нет оригинальный текст документа.
В 2006 году специализированный журнал  The Blood-Horse  поставил отмену Закона Джерси на 39-е место в списке важнейших событий в истории американского конного спорта.